# Mitologia hopi
La mitologia hopi és la pròpia dels hopi, un poble nadiu nord-americà. No constitueix un corpus de creences tan arrelat com altres cultures però es poden detectar una sèrie de narracions i concepcions del món que la conformen. A més a més, la barreja amb missioners cristians va fer-los adoptar figures religioses europees.

## Déus principals
El déu suprem és Tawa, un Déu del Sol que va crear el Primer Món a partir de l'espai infinit. Altres versions indiquen que va crear Sotuknang i aquest va crear l'Àvia Aranya, deessa que donà origen a l'Univers. Una altra divinitat important és Masauwu, déu de la mort, que va permetre el pas cap al Quart Món (el present). El panteó principal el completen Coyote, déu o geni enganyador, els bessons de la guerra o kachinas i el déu del blat de moro.

## Els mons
Els humans habitaven en un món primigeni, però van pecar contra els déus, entregant-se a la promisucuitat sexual i l'agressivitat. Per això l'Àvia Aranya va conduir els elegits cap a un segon món i va destruir el primer. La natura perversa de l'home va provocar que el procés es repetís, fins a arribar al quart món o món present.
Aquest quart món podria haver sigut la resta d'un gran Diluvi universal o estar per sobre del tercer. Els humans haurien escalat un bambú gegant situat al Gran Canyó per fugir de la destrucció anunciada. En aquesta migració un déu, Pahana, va marxar cap a l'est i ha de tornar passats uns segles (en un mite anàleg a l'asteca). Diverses llegendes i símbols han passat de generació en generació hopi per reconèixer Pahana quan torni.